# Csehszlovákia az 1952. évi téli olimpiai játékokon
Csehszlovákia a norvégiai Oslóban megrendezett 1952. évi téli olimpiai játékok egyik részt vevő nemzete volt. Az országot az olimpián 3 sportágban 22 sportoló képviselte, akik érmet nem szereztek.

## Északi összetett
| Versenyző        | Síugrás  | Síugrás  | Síugrás  | Síugrás  | Síugrás  | Síugrás  | Síugrás | Síugrás | Sífutás | Sífutás | Sífutás | Összesítés | Összesítés |
| Versenyző        | 1. ugrás | 1. ugrás | 2. ugrás | 2. ugrás | 3. ugrás | 3. ugrás | Össz.   | Össz.   | Sífutás | Sífutás | Sífutás | Összesítés | Összesítés |
| Versenyző        | Távolság | Pont     | Távolság | Pont     | Távolság | Pont     | Pont    | Hely.   | Idő     | Pont    | Hely.   | Pont       | Helyezés   |
| ---------------- | -------- | -------- | -------- | -------- | -------- | -------- | ------- | ------- | ------- | ------- | ------- | ---------- | ---------- |
| Vlastimil Melich | 58,0     | (61,0)   | 56,0     | 88,0     | 58,0     | 91,0     | 179,0   | 22.*    | 1:10,09 | 211,818 | 10.     | 390,818    | 16.        |

* - egy másik versenyzővel azonos eredményt ért el

## Jégkorong
| Csehszlovák férfi jégkorongcsapat-játékoskeret                                                               | Csehszlovák férfi jégkorongcsapat-játékoskeret                                                | Csehszlovák férfi jégkorongcsapat-játékoskeret                                  |
| --- | --------------------------------------------------------------------------------------------- | ------------------------------------------------------------------------------- |
| - Slavomír Bartoň - Miloslav Blažek - Václav Bubník - Vlastimil Bubník - Miloslav Charouzd - Bronislav Danda | - Karel Gut - Vlastimil Hajšman - Jan Lidral - Miroslav Nový - Miloslav Ošmera - Zdeněk Pýcha | - Miroslav Rejman - Jan Richter - Oldřich Sedlák - Jiří Sekyra - Jozef Záhorský |

### Eredmények
| 1952. február 15. | Csehszlovákia (TCH) | 8 – 2 (3–1, 2–1, 3–0) | Lengyelország | Drammen |

|  |  |  |  |  |
|  |  |  |  |  |
|  |  |  |  |  |
|  |  |  |  |  |

| 1952. február 16. | Norvégia (NOR) | 0 – 6 (0–2, 0–2, 0–2) | Csehszlovákia | Oslo |

|  |  |  |  |  |
|  |  |  |  |  |
|  |  |  |  |  |
|  |  |  |  |  |

| 1952. február 17. | Csehszlovákia (TCH) | 6 – 1 (0–0, 2–0, 4–1) | Németország | Oslo |

|  |  |  |  |  |
|  |  |  |  |  |
|  |  |  |  |  |
|  |  |  |  |  |

| 1952. február 19. | Kanada (CAN) | 4 – 1 (1–1, 1–0, 2–0) | Csehszlovákia | Oslo |

|  |  |  |  |  |
|  |  |  |  |  |
|  |  |  |  |  |
|  |  |  |  |  |

| 1952. február 21. | Csehszlovákia (TCH) | 11 – 2 (4–1, 3–0, 4–1) | Finnország | Sandvik |

|  |  |  |  |  |
|  |  |  |  |  |
|  |  |  |  |  |
|  |  |  |  |  |

| 1952. február 22. | Csehszlovákia (TCH) | 8 – 3 (0–2, 2–1, 6–0) | Svájc | Oslo |

|  |  |  |  |  |
|  |  |  |  |  |
|  |  |  |  |  |
|  |  |  |  |  |

| 1952. február 23. | Egyesült Államok (USA) | 6 – 3 (2–1, 4–0, 0–2) | Csehszlovákia | Oslo |

|  |  |  |  |  |
|  |  |  |  |  |
|  |  |  |  |  |
|  |  |  |  |  |

| 1952. február 24. | Csehszlovákia (TCH) | 4 – 0 (2–0, 2–0, 0–0) | Svédország | Oslo |

|  |  |  |  |  |
|  |  |  |  |  |
|  |  |  |  |  |
|  |  |  |  |  |

Végeredmény
| Csapat                 | M | Gy | D | V | G+ | G– | Gk  | P   |
| ---------------------- | - | -- | - | - | -- | -- | --- | --- |
| Kanada (CAN)           | 8 | 7  | 1 | 0 | 71 | 14 | +57 | 15  |
| Egyesült Államok (USA) | 8 | 6  | 1 | 1 | 43 | 21 | +22 | 13  |
| Svédország (SWE)       | 8 | 6  | 0 | 2 | 48 | 19 | +29 | 12* |
| Csehszlovákia (TCH)    | 8 | 6  | 0 | 2 | 47 | 18 | +29 | 12* |
| Svájc (SUI)            | 8 | 4  | 0 | 4 | 40 | 40 | 0   | 8   |
| Lengyelország (POL)    | 8 | 2  | 1 | 5 | 21 | 56 | –35 | 5   |
| Finnország (FIN)       | 8 | 2  | 0 | 6 | 21 | 60 | –39 | 4   |
| Németország (GER)      | 8 | 1  | 1 | 6 | 21 | 53 | –32 | 3   |
| Norvégia (NOR)         | 8 | 0  | 0 | 8 | 15 | 46 | –31 | 0   |

* - Svédország és Csehszlovákia nyolc mérkőzés után egyenlő pontszámmal és gólkülönbséggel állt a harmadik helyen, ezért helyosztó mérkőzésre került sor.
Bronzmérkőzés
| 1952. február 25. | Svédország (SWE) | 5 – 3 (0–2, 1–1, 4–0) | Csehszlovákia | Oslo |

|  |  |  |  |  |
|  |  |  |  |  |
|  |  |  |  |  |
|  |  |  |  |  |

| Csapat        | Helyezés |
| ------------- | -------- |
| Csehszlovákia | 4.       |

## Sífutás
Férfi
| Versenyző                                                         | Versenyszám     | Eredmény      | Helyezés      |
| ----------------------------------------------------------------- | --------------- | ------------- | ------------- |
| František Balvín                                                  | 50 km           | 4:21:19       | 21.           |
| Jaroslav Cardal                                                   | 50 km           | 4:01:49       | 14.           |
| Štefan Kovalčík                                                   | 18 km           | nem ért célba | nem ért célba |
| Vlastimil Melich                                                  | 18 km           | 1:10:09       | 29.           |
| Vladimír Šimůnek                                                  | 18 km           | 1:12:34       | 47.           |
| Vladimír Šimůnek Štefan Kovalčík Vlastimil Melich Jaroslav Cardal | 4 × 10 km váltó | 2:37:12       | 8.            |